# Joliette Rock
Der Joliette Rock (spanisch Roca Joliette) ist ein 2 m hoher, schwarzer Klippenfelsen im Archipel der Südlichen Shetlandinseln. Er liegt 50 m nordwestlich von González Island am Ostrand der Discovery Bay von Greenwich Island. Etwa 100 m nordwestlich von ihm befindet sich eine Untiefe mit einigen Felsnadeln, die über den Meeresspiegel hinausragen.
Wissenschaftler der 1. Chilenischen Antarktisexpedition (1946–1947) benannten ihn nach dem ursprünglichen Namen ihres Forschungsschiffs Iquique. Das UK Antarctic Place-Names Committee übertrug diese Benennung im Jahr 2004 ins Englische.